# Música indeterminada
Música indeterminada é aquela que contem elementos de indeterminação, ou seja, componentes que são decididos na hora da execução ou apresentação da composição.
O compositor deixa algumas decisões para o intérprete que pode escolher como realizar o que foi solicitado. O termo era utilizado por John Cage, que se inspirou no I-Ching para desenvolver a ideia de não intenção na música.